# Ringmore (Teignbridge)
Ringmore is een plaats in het Engelse graafschap Devon. Ringmore komt in het Domesday Book (1086) voor als 'Rumor'.